# Nuku Hiva (comuna)
Nuku Hiva  é uma comuna da Polinésia Francesa, no arquipélago das Marquesas. Estende-se por uma área de 387,8 km², com  2.660 habitantes, segundo os censos de 2007, com uma densidade de 7 hab/km².